# Hypena fuscescens
Hypena fuscescens là một loài bướm đêm trong họ Erebidae.